# 和井瑞希
和井瑞希（1991年7月26日—）是日本的女性聲優、演員，廣島縣出身。血型O型。JTB娛樂所屬。

## 人物
10歲時在租片店借《秀逗魔導士》的片子時，被當時飾演莉娜·因巴斯一角的林原惠的演技所感動，並在小學、國中、高中時都加入演劇社。之後藉由打工努力存錢打算到東京念書。高中畢業後，進入日本大學藝術學部演劇學科演技課程就讀。後來以最優秀的成績畢業。畢業時更獲得日本大學藝術學部優等賞。
大學在學中曾經當過英雄秀的主持人。
2015年在手機遊戲《鎖鏈戰記》「鎖鏈戰記角色聲音甄選」內，在一般、專業合計2000人參與的激烈競爭中獲得岸田梅爾獎的大獎，並以壹領忍眾纏此一角色正式出道。
2016年4月1日成為JTB娛樂的正式成員。5月時被拔擢飾演《初戀怪獸》中的橫內千秋一角，也是初次演出常規角色的作品。

## 演出作品
※粗體字為主要角色。

### 電視動畫
2016年
- 爆音少女！！（女學生B#7、受驗生B）
- 初戀怪獸（橫内千秋）

2019年
- 笑容的代價（妮可爾）
- YU-NO 在這世界盡頭詠唱愛的少女

### 遊戲
2015年
- 鎖鏈戰記（壹領忍眾纏）[1]
- Chaos Dragon 混沌戰爭

2019年
- 怪物彈珠（2019年 - 2021年 佛朗菠瓦滋、溫蒂亞[7]）

### 廣播
2015年
- 緑川光、今井麻美、內田彩的鎖鏈戰記廣播（第64回來賓）

### 旁白
2015年
- ACE JTB・東京迪士尼度假區之旅

### 其他
大學時代舞台實習公演
- 鵜澤秀行演出《紙屋悅子的青春》（紙屋悅子）
- 山田和也演出《斑馬》（手塚薰）
- 加藤直演出《一樁事先張揚的謀殺案》（普拉希達·里內羅）

## 外部連結
- 事務所官方簡歷 （页面存档备份，存于）（日語）
- 和井瑞希的X（前Twitter）